# Puccinia mariae-wilsoniae
Puccinia mariae-wilsoniae är en svampart som beskrevs av Clinton 1873. Puccinia mariae-wilsoniae ingår i släktet Puccinia och familjen Pucciniaceae.   Inga underarter finns listade i Catalogue of Life.